# 侍卫司
侍卫司，侍卫亲军马步军都指挥使司的简称，五代十國、宋朝掌管禁军的军事机构。
后唐时就设有侍卫司，典领禁卫军。《旧五代史·晋书·桑维翰传》记载“有军吏于马前揖维翰赴侍卫司。”宋朝为分掌禁兵的最高指挥机构三衙之一。其长官为都指挥使。与殿前司分领禁军，并兼管厢军，分侍卫亲军马军司与侍卫亲军步军司。以侍卫亲军都指挥使为主官，其下有副都指挥使、都虞候各一人。南宋资历较浅的人出任时，称为主管侍卫马军司、主管侍卫步军司。下辖龙卫、神卫左右四厢等步骑禁军和各地厢军。辽朝侍卫司掌御帐亲卫扈从等事。